# Stelgistrum
Stelgistrum és un gènere de peixos pertanyent a la família dels còtids.

## Taxonomia
- Stelgistrum beringianum (Gilbert & Burke, 1912)[2]
- Stelgistrum concinnum (Andriàixev, 1935)[3]
- Stelgistrum stejnegeri (Jordan & Gilbert, 1898)[4][5][6][7][8]